# Bilco
Bilco, de son vrai nom Alexis Bilco est un humoriste et comédien français.

## Biographie
Diplômé de l'ESSEC en 2001.

## Théâtre
- 2008-2009 : Le Comique[2] de Pierre Palmade

One-man-show
- 2006 : En campagne contre la violence urbaine[3]

## Télévision
- 2010 : Le Grand Restaurant
- 2010 : Docteur Tom

## Radio
- 2006 : On va s'gêner
- 2012- : Bilco fait son billet du jour dans À la bonne heure[4]